# マディソン郡 (イリノイ州)
座標: 北緯38度50分 西経89度55分 / 北緯38.83度 西経89.91度
マディソン郡（英: Madison County）は、アメリカ合衆国のイリノイ州にある郡。セントルイス都市圏に属する。人口は26万5859人（2020年）で、郡庁所在地はエドワーズビル、郡内の最大都市は奴隷制廃止運動で知られたオールトンである。この両都市には南イリノイ大学のキャンパスが置かれている。

## 地理
国勢調査局の調査では総面積1917.5平方キロ（740.35平方マイル）で、うち1877.8平方キロ（725.02平方マイル）が陸地、総面積の2.07%にあたる39.7平方キロ（15.33平方マイル）が水域である。水域の大部分はミシシッピ川とホースシュー湖が占める。

### 主要幹線道路・高速道路
- 州間高速道路55号線
- 州間高速道路70号線
- 州間高速道路255号線
- 州間高速道路270号線
- 国道40号線
- 国道67号線
- 州道3号線
- 州道4号線
- 州道100号線
- 州道111号線
- 州道140号線
- 州道143号線
- 州道157号線
- 州道159号線
- 州道160号線
- 州道162号線
- 州道203号線
- 州道255号線
- 州道267号線

郡の交通局が25ものバス路線を走らせている。

### 隣接する郡
- マクーピン郡（北）
- モンゴメリー郡（北東）
- ボンド郡（東）
- クリントン郡（南東）
- セントクレア郡（南）
- セントルイス郡 (ミズーリ州)（西）
- セントルイス市（独立市）（西）
- セントチャールズ郡 (ミズーリ州)（北西）
- ジャージー郡（北西）

## 歴史
1812年9月14日にランドルフ郡とセントクレア郡の各一部を統合して設立され、ジェームズ・マディソン大統領にちなみ名づけられた。当初はセントルイス以北のイリノイ州全域、さらに現在のウィスコンシン州全域とミネソタ州の一部、それにミシガン州のアッパー半島をも管轄していた。
19世紀後期に発電所が、20世紀に入ると製鉄所や石油精製施設が建設された。多くの労働者階級を抱えたため、一帯は民主党の牙城となった。しかし、産業再編とともに労働者は去っていった。こんにち郡は半農村地帯となっており、セントクレア郡との境界あたりはセントルイス大都市圏の東部として人口が集中している。
2009年に環境保護庁が公表した大気汚染に関する報告によると、マディソン郡はカリフォルニア州ロサンゼルス郡に次いで全国の郡のなかで2番目に大気汚染によるガン発病のリスクが高い郡となった。

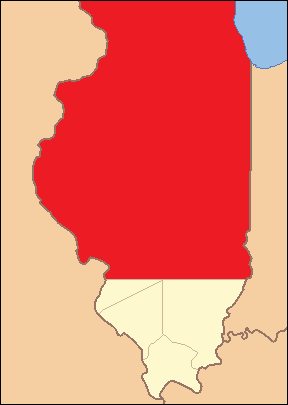
1812年から1815年の領域。北はスペリオル湖、ルパーツランドにまで及んだ
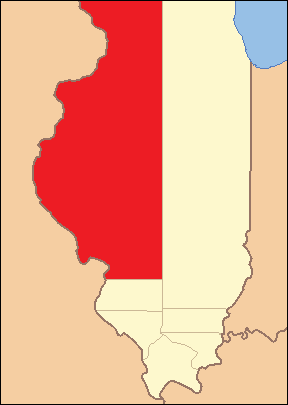
1815年から1817年の領域
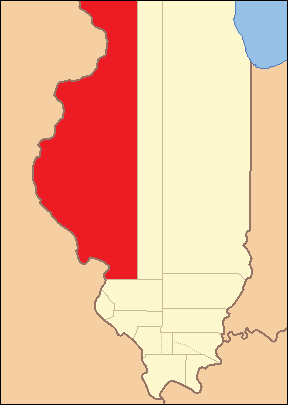
1817年から1821年の領域
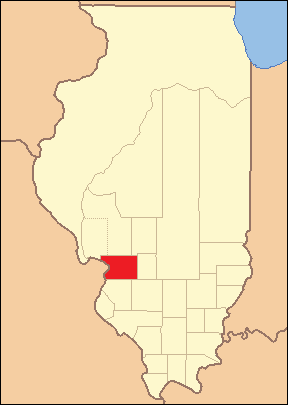
1821年から1825年の領域
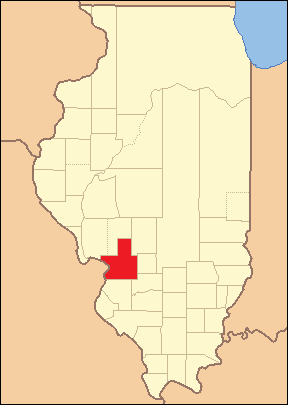
1825年から1829年の領域。マクーピン郡の一部を編入した
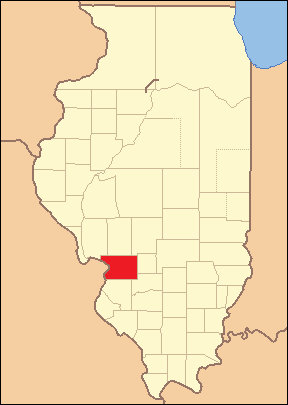
1829年に1821年の領域に戻った。1843年にごく一部がボンド郡に移り、若干小さくなった

## 人口動態
2000年国勢調査時点で、この郡には25万8941人、10万1953世帯、7万41家族が暮らしている。人口密度は1平方キロあたり138人で、平方マイルに換算すると357人となる。住居数は10万8942軒で、1平方キロあたりに58軒（1平方マイルあたりでは130軒）が建っている計算になる。住民のうち白人が90.23%、アフリカ系が7.31%、ネイティブ・アメリカンが0.27%、アジア系が0.60%、太平洋諸島系が0.02%、その他が0.49%、混血が1.08%、ヒスパニック（ラテン系）が1.52%を占める。30.2%がドイツ系、11.6%がアメリカ系、10.4%がアイルランド系、9.2%がイングランド系である。
10万1953世帯のうち32.2%は18歳以下の子供と暮らしており、53.0%は夫婦で生活している。11.8%は未婚の女性が世帯主であり、31.3%は家族以外の住人と同居している。26.3%が独り身世帯で、11.2%を独居老人が占める。1世帯あたりの平均構成人数は2.48人、家庭の構成人数は3.00人である。
住民のうち24.9%が18歳以下の未成年、9.4%が18歳以上24歳以下、28.9%が25歳以上44歳以下、22.5%が45歳以上64歳以下、14.3%が65歳以上となっており、平均年齢は37歳である。女性100人に対し男性が93.0人いる一方、18歳以上の女性100人ごとに対しては88.9人いる。
一世帯あたりの平均収入は4万1541米ドルで、家族あたりでは5万862米ドルである。男性の平均収入は3万9857米ドル、女性の平均収入は2万5968米ドルで、労働者でない人々も含めた住民一人当たりの収入は2万509米ドルとなる。総人口の9.8%、家族の7.2%、18歳以下の子どもの12.7%、および65歳以上の老人の7.3%は貧困線以下の収入で生計を立てている。

## 行政区画

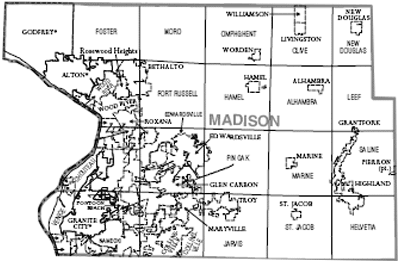
地図

### 都市
- オールトン (Alton)
- エドワーズビル (Edwardsville) 英語版
- グラニトシティ (Granite City) 英語版
- ハイランド (Highland) 英語版
- マディソン (Madison) 英語版
- トロイ (Troy) 英語版
- ベニス (Venice) 英語版
- ウッドリバー (Wood River) 英語版

### 村
- アルハンブラ (Alhambra) 英語版
- ベサルト (Bethalto) 英語版
- イーストオールトン (East Alton) 英語版
- グレンカーボン (Glen Carbon) 英語版
- ゴドフリー (Godfrey) 英語版
- グラントフォーク (Grantfork) 英語版
- ハメル (Hamel) 英語版
- ハートフォード (Hartford) 英語版
- リビングストン (Livingston) 英語版
- マリーン (Marine) 英語版
- メアリービル (Maryville) 英語版
- ニューダグラス (New Douglas) 英語版
- ポントゥーンビーチ (Pontoon Beach) 英語版
- ロクサーナ (Roxana) 英語版
- サウスロクサーナ (South Roxana) 英語版
- セントジェイコブ (St. Jacob) 英語版
- ウィリアムソン (Williamson) 英語版
- ワーデン (Worden) 英語版

### 非法人地域
- クローバーリーフ (Cloverleaf)
- コテージヒルズ (Cottage Hills) 英語版
- ドーシー (Dorsey) 英語版
- ダンラップレイク (Dunlap Lake)
- イーグルパーク (Eagle Park)
- グレン (Glen)
- ホリデーショアーズ (Holiday Shores) 英語版
- コーフマン (Kaufman)
- ルーマギハイツ (Lumaghi Heights)
- ミッチェル (Mitchell) 英語版
- ピーターズ (Peters)
- プレーリータウン (Prairietown) 英語版
- ローズウッド (Rosewood)
- ローズウッドハイツ (Rosewood Heights) 英語版
- ステートパークプレース (State Park Place)

### 郡区
郡内は24の郡区に分けられる。
- アルハンブラ郡区 (Alhambra) 英語版
- オールトン郡区 (Alton) 英語版
- チョートー郡区 (Chouteau) 英語版
- コリンズビル郡区 (Collinsville) 英語版
- エドワーズビル郡区 (Edwardsville) 英語版
- フォートラッセル郡区 (Fort Russell) 英語版
- フォスター郡区 (Foster) 英語版
- ゴドフリー郡区 (Godfrey) 英語版
- グラニトシティ郡区 (Granite City) 英語版
- ハメル郡区 (Hamel) 英語版
- ヘルベティア郡区 (Helvetia) 英語版
- ジャービス郡区 (Jarvis) 英語版
- リーフ郡区 (Leef) 英語版
- マリーン郡区 (Marine) 英語版
- モロ郡区 (Moro) 英語版
- ナメオキ郡区 (Nameoki) 英語版
- ニューダグラス郡区 (New Douglas) 英語版
- オリーブ郡区 (Olive) 英語版
- オンフェント郡区 (Omphghent) 英語版
- ピンオーク郡区 (Pin Oak) 英語版
- セイリーン郡区 (Saline) 英語版
- セントジェイコブ郡区 (St. Jacob) 英語版
- ベニス郡区 (Venice) 英語版
- ウッドリバー郡区 (Wood River) 英語版